# 玄冥
玄冥（げんめい）は、中国神話の神。

## 概説
五帝の補佐をする五佐の一人。北の神であり、水と冬をつかさどる神とされている。また、「玄冥」は「玄武」の本来の表記である（発音は同じ）。